# Ignatius Shoukrallah Maloyan
Ignatius Shoukrallah Maloyan, I.C.P.B. (arménsky: Իգնատիոս Մալոյան, 8. dubna 1869, Mardin – 11. června 1915, Diyarbakır) byl arménský duchovní arménské katolické církve, arcibiskup mardinské archieparchie a řeholník Patriarchální kongregace Bzommar, zavražděný během arménské genocidy. Katolická církev jej uctívá jako blahoslaveného mučedníka.

## Život

### Raný život a působení
Narodil se dne 8. dubna 1869 v Mardinu. Když mu bylo čtrnáct let, byl poslán svým farářem na studia při katedrále sv. Eliáše a sv. Řehoře Osvětitele v Bejrútu. V roce 1891 vstoupil do Patriarchální kongregace Bzommar a přijal řeholní jméno Ignatius na počest sv. Ignáce Antiochijského. Po absolvování teologického studia přijal dne 6. srpna 1896 kněžské svěcení. V letech 1897–1910 sloužil v alexandrijské eparchii jako farář v Alexandrii a Káhiře. Roku 1904 působil také v Konstantinopoli jako asistent kilikijského patriarchy Boghose Bedrose XII. Sabbaghiana.
Po mladoturecké revoluci v roce 1907 musela eparchie ve které působil čelit útokům, které se stupňovaly a církev zde musela čelit řadě problémů.
Na synodě v Římě roku 1911 byl zvolen arcibiskupem mardinské archieparchie a po schválení volby a jeho oficiálním jmenování papežem sv. Piem X. dne 1. října 1911 byl 15. října téhož roku v kostele San Nicola da Tolentino v Římě vysvěcen na biskupa. Hlavním světitelem byl kilikijský patriarcha Boghos Bedros XIII. Terzian, spolusvětitely byli biskupové Avedis Bedros XIV. Arpiarian a Moise Amberbojan. Spolu s ním byli vysvěceni další biskupové pro arménskou církev, která byla značně posílena, což vyvolalo odpor představitelů Osmanské říše. Během jeho biskupského působení, zvláště pak po převratu roku 1913, se politická situace v říši nadále zhoršovala. Snažil se proto uklidňovat společnost, aby nedocházelo ke konfliktům. Věřící povzbuzoval k oddanosti k Nejsvětějšímu Srdci.
Po zahájení první světové války se v srpnu roku 1914 započalo s odvodem dospělých mužů do osmanské armády. Opět se také zvýšil počet násilných činů vůči křesťanům a situace se nadále zhoršovala. 28. března 1915, na Květnou neděli, docházelo k vtrhávání armády do arménských i syrských chrámů a zatýkání věřících.
Ve snaze zachránit co nejvíce životů se snažil vyjadřovat loajalitu vůči Osmanské říši, za což se mu sultán Mehmed V. rozhodl udělit medaili, o čemž byl informován dne 6. dubna 1915 a následujícího 20. dubna mu byla medaile udělena spolu s proklamací od sultána.

### Zatčení a soud

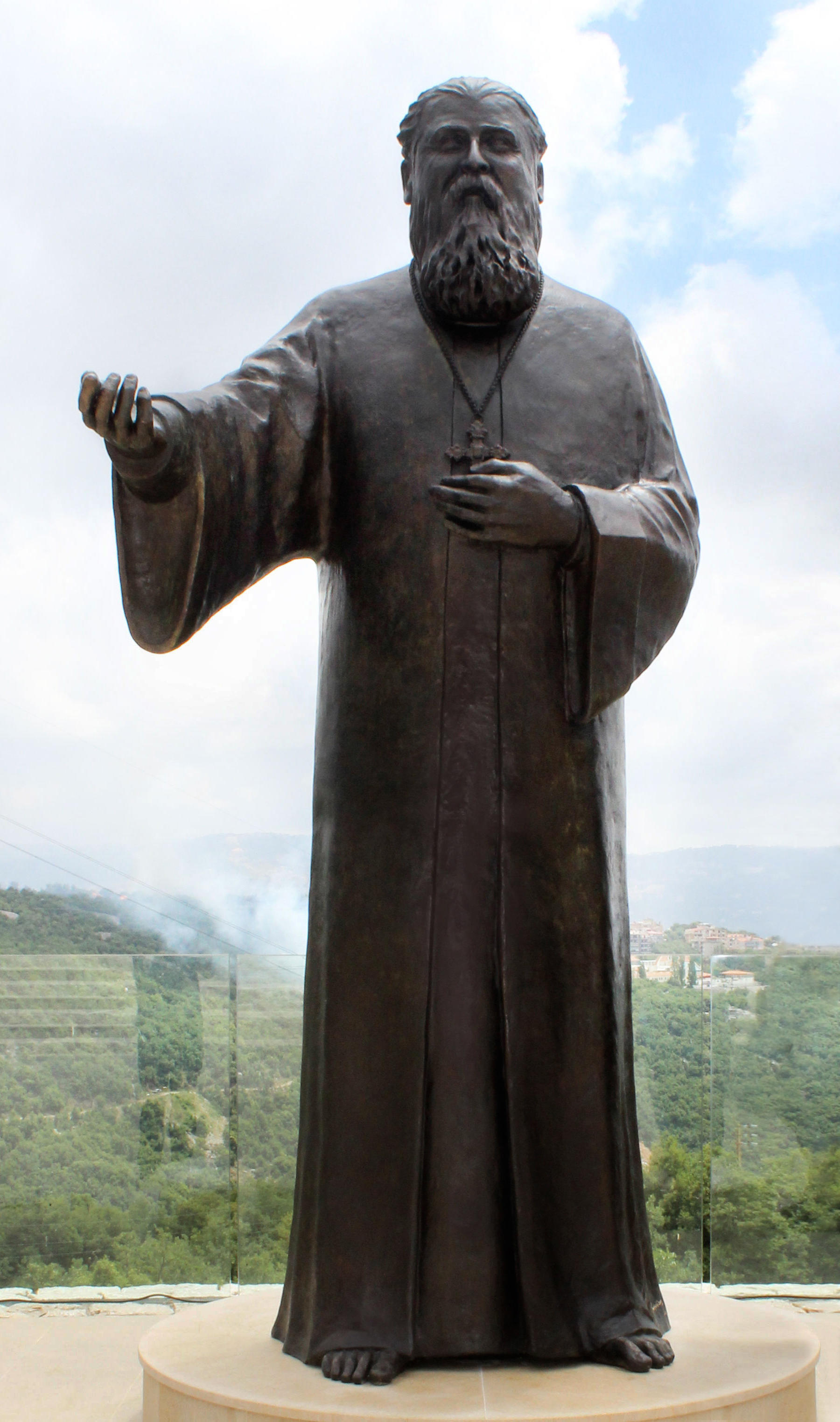
Jeho bronzová socha v Bzommaru

1. června 1915 se setkal s Mar Gabrielem Tappounim, syrským katolickým biskupem, s kterým hovořil o nastávající arménské genocidě a žádal ho, aby připravil své duchovenstvo i věřící na mučednickou smrt. Mezi 3. a 4. červnem 1915 byl spolu s dalšími 420 křesťany z Mardinu zatčen a uvězněn na hradě Mardin.
Když byl postaven před soud, byl obviněn z vytvoření a vedení teroristické organizace arménských nacionalistů a z ukrytí dvou krabic se zbraněmi a střelivem uvnitř své katedrály. Ačkoli tato obvinění snadno vyvrátil, bylo mu řečeno: " Staň se muslimem a prohlaš to, jinak bude tvým osudem smrt." K pobouření přítomných odpověděl: "Muslimem? V žádném případě bych se nevzdal svého náboženství a svého Spasitele. Byl jsem vychován ve svaté katolické církvi, od mládí jsem přijímal základy jejího pravdivého učení a stal se zběhlým v jejích nepopiratelných faktech." Dále pokračoval: "Považuji prolití své krve za svou víru za to nejsladší pro mé srdce, protože vím jistě, že pokud budu mučený pro lásku Toho, který za mě zemřel, stal bych se jedním z nejblaženějších lidí a uvidím svého Pána a svého Boha v nebi. Můžete mě porazit a rozřezat na kusy, ale své náboženství nikdy nezapřu." To vedlo k velkému pobouření přítomných, kdy jeden z nich na něj zakřičel: "Pohrdáš naším náboženstvím?!"
Šéf osmanského četnictva v Mardinu Mahmdouh Bey, který byl rovněž pobouřen jeho odmítnutím konverze k islámu, nařídil, aby byl nejprve bit a poté krutě mučen bičováním chodidel a vytržením nehtů na nohou. Při každé ráně bylo slyšet, jak arcibiskup volal: "Ó Pane, smiluj se nade mnou! Pane, dej mi sílu!" Dne 9. června 1915 jemu i ostatním vězňům oznámili, že zemřou. Téhož dne jej ve vězení navštívila jeho matka, se kterou se naposledy rozloučil.

### Mučednictví
Pod vedením mardinského šéfa osmanského četnictva Mahmdouha Beye byl arcibiskup Maloyan spolu s asi 400 dalšími křesťany v noci 10. června 1915 nákladními vozidly odvezen do pouště, kde byl poté se spoluvězni nucen několik hodin pochodovat. Mnoho z jeho spoluvězňů mělo během pochodu známky mučení včetně zlomenin a ran na hlavách. Arcibiskup Maloyan, který byl v okovech, bosý a kulhal, kráčel na konci a byl opakovaně bit do chodidel. I přes utrpení povzbuzoval ostatní k vytrvalosti a ve volných chvílích jim uděloval svátosti a nabádal k tomu i své, rovněž zajaté, kněze.
Když zajatci 11. června dorazili k jeskyním nedaleko Diyarbakıru, byla jim dána poslední šance konvertovat k islámu, čímž by se zachránili. Až na několik výjimek tak však nikdo neučinil. Arcibiskup Maloyan poté přihlížel masakru svých spoluvězňů, včetně svých knězí. Poté, co odmítl poslední šanci na záchranu života, pokud by recitoval Šahádu a prohlásil svoji konverzi k islámu, což znovu odmítl, jej Mahmdouh Bey, kterého jeho odmítavá slova rozzuřila, osobně popravil výstřelem z pistole. Jeho poslední slova poté, co byl zastřelen, údajně byla: "Můj Bože, smiluj se nade mnou! Do Tvých rukou svěřuji svého ducha!"
Kurdské obyvatelstvo místních vesnic svléklo z těl obětí oblečení, které zůstalo nedotčeno, načež byla těla dána na hromadu, polita benzínem a podpálena.

## Úcta
Jeho beatifikační proces započal dne 2. dubna 1990, čímž obdržel titul služebník Boží. Dne 24. dubna 2001 podepsal papež sv. Jan Pavel II. dekret o jeho mučednictví.
Blahořečen pak byl dne 7. října 2001 na Svatopetrském náměstí papežem sv. Janem Pavlem II. Dne 28. března 2025 podepsal papež František dekret, povolující jeho svatořečení bez potřebného zázraku na jeho přímluvu. Svatořečen pak bude dne 19. října 2025 na Svatopetrském náměstí papežem Lvem XIV.
Jeho památka je připomínána 11. června. Bývá zobrazován v biskupském oděvu.